# Patricia Millett
Patricia Ann Millett (septiembre de 1963) es jueza federal de la Corte de Apelaciones de los Estados Unidos para el circuito del Distrito de Columbia. Anteriormente dirigió un departamento en el bufete de abogados Akin Gump Strauss Hauer & Feld. Millett también fue asistente durante mucho tiempo del procurador general de los Estados Unidos y fue bloguera ocasional para SCOTUSblog. Cuando se la nombró jueza federal para el Distrito de Columbia, había argumentado 32 casos ante la Corte Suprema de los Estados Unidos. En febrero de 2016, The New York Times la identificó como una candidata potencial para reemplazar al juez Antonin Scalia.
La nominación de Millett al Circuito de DC en 2013, junto con las nominaciones de Robert L. Wilkins y Nina Pillard, finalmente se convirtió en el centro del debate sobre el uso del obstruccionismo en el Senado de los Estados Unidos, lo que llevó al uso de un procedimiento parlamentario (nuclear option) para someter la cuestión a voto de la cámara.

## Biografía
Millett nació en 1963 en Dexter, Maine, en una familia con raíces en Mainer que se remontan a la Guerra de Independencia. Se licenció en ciencias políticas, summa cum laude, en la Universidad de Illinois en Urbana-Champaign en 1985. Posteriormente hizo su Doctorado en Jurisprudencia, magna cum laude, en la Universidad de Harvard en 1988.
Millett y su esposo, Robert King, residen en Alexandria, Virginia. Ella es metodista practicante en la Iglesia Metodista Unida de Aldersgate y tiene un cinturón negro de segundo grado en Tae Kwon Do, según sus respuestas a un cuestionario para el Comité Judicial del Senado de los Estados Unidos.

## Carrera profesional
Millett comenzó su carrera legal trabajando desde 1988 hasta 1990 en el departamento de litigios del bufete de abogados Miller & Chevalier de Washington D. C.. Desde 1990 hasta 1992 trabajó como asistente legal para el juez Thomas Tang en la Corte de Apelaciones del Noveno Circuito de los Estados Unidos. Desde 1992 hasta 1996, Millett trabajó durante cuatro años para el personal de apelaciones de la División Civil del Departamento de Justicia de los Estados Unidos, informando y defendiendo más de 20 casos ante los tribunales federales de apelaciones y ocasionalmente ante los tribunales estatales de apelaciones. En agosto de 1996, Millett se convirtió en asistente del procurador general de los Estados Unidos, cargo que ocupó hasta septiembre de 2007. Durante ese tiempo, Millett argumentó 25 casos ante la Corte Suprema de los Estados Unidos y presentó informes sobre más de 50 casos. En 2007, Millett se unió al bufete de abogados Akin Gump Strauss Hauer & Feld de Washington D. C., y copresidió la práctica de la Corte Suprema de la firma junto con Tom Goldstein. En octubre de 2007, Millett comenzó a publicar en SCOTUSblog.

## Servicio judicial federal

### Consideración para el Cuarto Circuito
En febrero de 2009, Legal Times informó que Millett era una de las cinco personas residentes de Virginia recomendadas por el Colegio de Abogados de Virginia para servir como juez en la Corte de Apelaciones del Cuarto Circuito de los Estados Unidos, junto con el senador del estado de Virginia, John S. Edwards., la jueza de la Corte Suprema de Virginia Barbara Milano Keenan, el entonces profesor de la Facultad de Derecho de la Universidad de Virginia James Ryan y el exjuez de la Corte Suprema de Virginia John Thomas. En ese momento, el Cuarto Circuito tenía cuatro vacantes judiciales, una de las cuales era un escaño que en general se pensaba que pertenecía a Virginia, y los cinco candidatos formaban parte de un grupo mayor de personas que habían enviado su candidatura a la VBA esperando ser considerados por el presidente Barack Obama.
El 26 de febrero de 2009, el Colegio de Abogados del Estado de Virginia declaró que Millett estaba "altamente calificada" para la vacante, junto con Edwards, Keenan y el abogado Richard A. Simpson. Obama nominó a Keenan.

### Consideración para el Circuito de WashingtonD.C.

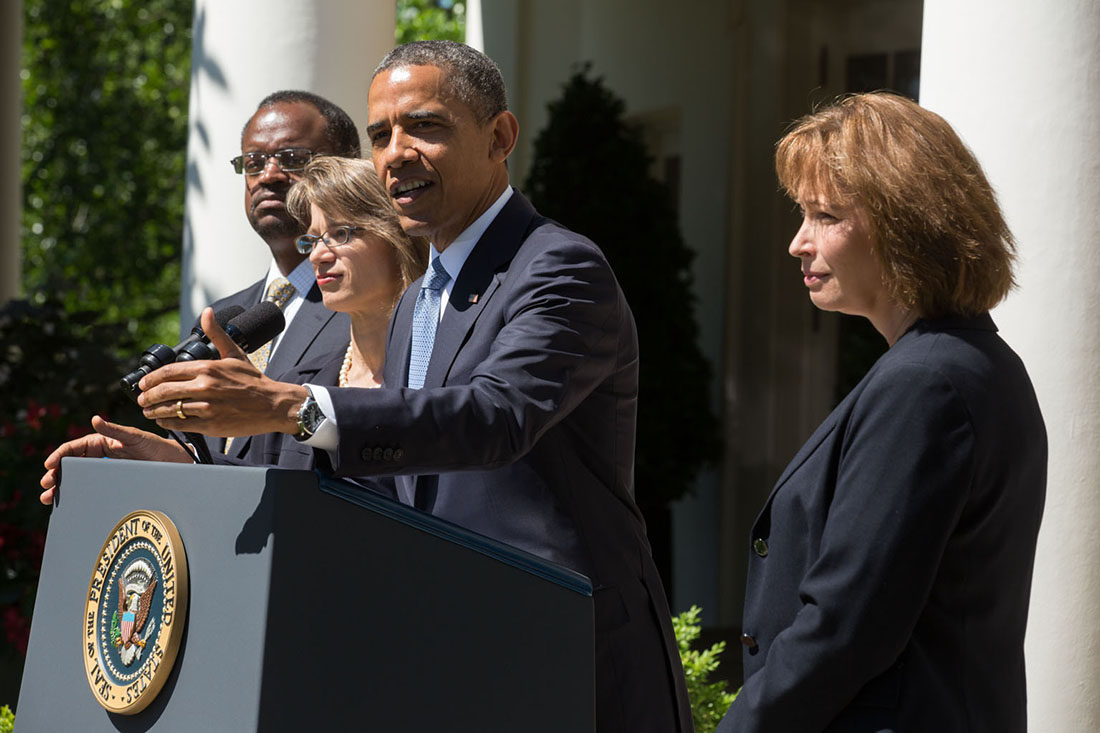
El presidente Barack Obama pronuncia un comunicado anunciando la nominación de Robert L. Wilkins, Nina Pillard y Patricia Millett

El 27 de mayo de 2013, el New York Times informó de que el presidente Obama estaba considerando nombrar a Millett para una de las tres vacantes del tribunal de apelaciones del Distrito de Columbia de los Estados Unidos.
El 4 de junio de 2013, Obama nominó a Millett para servir como juez de circuito de los Estados Unidos en la Corte de Apelaciones de los Estados Unidos para el circuito del Distrito de Columbia, para ocupar el puesto que dejó vacante el juez John Roberts, quien fue promocionado a la Corte Suprema de los Estados Unidos el 25 de septiembre de 2005. El Comité Judicial del Senado de los Estados Unidos celebró una audiencia sobre su nominación el 10 de julio de 2013, y la propuso al pleno como candidata el 1 de agosto de 2013, con una votación de 10 a favor y 8 en contra, conforme a las instrucciones de cada partido.
El 28 de octubre de 2013, el líder de la mayoría del Senado, Harry Reid, lanzó una moción para tratar de cancelar la nominación de Millett. Esta moción fue rechazada el 31 de octubre de 2013 por 55 votos frente a 38, y 3 senadores que votaron "presentes".
El 21 de noviembre de 2013, la moción para cancelar su candidatura fue nuevamente rechazada, por 57 votos frente a 40 con 3 senadores votando "presentes". Poco después se llevó a cabo una nueva moción para reconsiderar la cancelación que fue aprobada por 57 votos contra 43. El Senador Reid luego solicitó una decisión del presidente en funciones sobre el obstruccionismo para con los candidatos judiciales. El presidente pro tempore dictaminó que se requerían 60 votos para pasar a una votación final. El Senador Reid apeló ese fallo y el Senado hizo una votación sobre si la decisión del presidente pro tempore debería mantenerse, con una votación sobre lo que coloquialmente se conoce como la " opción nuclear ". Como resultado de esa votación, el presidente pro tempore dictaminó que a partir del 21 de noviembre de 2013, el umbral para invocar la cancelación de las candidaturas de todos los candidatos del poder ejecutivo y todos los candidatos de los tribunales de distrito y de circuito debería ser una mayoría simple de los senadores presentes y votantes. El Senador Mitch McConnell, Líder de la Minoría del Senado, solicitó de inmediato una apelación de ese fallo que fracasó por 52 votos frente a 48. A continuación, el Senado votó sobre la moción de cancelación conforme a esta nueva norma. Se invocó una cancelación en una votación de 55 a 43 con 2 senadores votando "presentes". El 10 de diciembre de 2013, el Senado finalmente confirmó a Millett en una votación de 56 a 38. Ella tomó posesión del cargo ese mismo día.

### Servicio en el Tribunal del circuito de DC
Tras la muerte del juez de la Corte Suprema Antonin Scalia el 13 de febrero de 2016, el nombre de Millett estuvo entre los mencionados como posible sucesora. El presidente Obama finalmente nominó al también juez del circuito de DC Merrick Garland.
En abril de 2018, Millett disintió cuando la opinión, apoyada por la mayoría, del juez Robert L. Wilkins determinó que una carta del personal de la Comisión Federal de Comercio que rechazaba una carta del personal anterior y concluía que el uso de la tecnología de caja de resonancia viola la Ley de Telemercadeo y Prevención de Abuso y Fraude al Consumidor no estaba sujeta en sí misma a revisión judicial en virtud de la Ley de Procedimiento Administrativo.
En noviembre de 2021, Millett disintió en un caso que anulaba los estándares de eficiencia de combustible de la EPA para remolques en camiones.
En diciembre de 2021, Millett escribió la opinión mayoritaria en un caso presentado por el expresidente Donald Trump para bloquear la publicación de los registros presidenciales del comité del Congreso investigaba el ataque del 6 de enero de 2021 al Capitolio de los Estados Unidos.